# Ambolidibe Est
Ambolidibe Est est une commune urbaine malgache située dans la partie centre-est de la région de Sofia.